# AutoWallis
AutoWallis (AutoWallis Group)  ist ein ungarisches Autohandelsunternehmen, das seinen Sitz in Budapest hat. Die AutoWallis Gruppe ist in 14 Ländern Osteuropas (Albanien, Bosnien und Herzegowina, Bulgarien, Tschechische Republik, Kroatien, Kosovo, Polen, Rumänien, Serbien, Slowakei, Slowenien, Nordmazedonien, Ungarn, Montenegro) vertreten.
Das Geschäft ist unterteilt in Groß- und Detailhandel sowie Autovermietung, wobei mit den Firmen Sixt und FlizzR zusammengearbeitet wird.
Im Bereich Großhandel ist AutoWallis Generalimporteur für Ungarn und andere Länder Mittel- und Osteuropas für Isuzu, Jaguar Cars, Land Rover und Ssangyong.
Im Bereich Einzelhandel vertreibt AutoWallis neben den genannten Marken Fahrzeuge weiterer namhafter Hersteller.
Die Aktie von AutoWallis ist seit 2013 im ungarischen Aktienindex BUX enthalten.

## Aktionärsstruktur
| Aktionär        | Anteil am Grundkapital |
| --------------- | ---------------------- |
| Wallis Group    | 59,77 %                |
| Széchenyi-Fonds | 6,77 %                 |
| Streubesitz     | 33,46 %                |